# Mistrzostwa Europy w Podnoszeniu Ciężarów 1907 (1)
Mistrzostwa Europy w Podnoszeniu Ciężarów 1907 (1) – 10. edycja mistrzostw europy w podnoszeniu ciężarów, która odbyła się między 7 a 8 marca 1907 w Kopenhadze (Dania ). Startowali tylko mężczyźni w 2 kategoriach wagowych.

## Medaliści
| Kategoria: | Złoto:           | Wynik  | Srebro:          | Wynik  | Brąz:          | Wynik  |
| 80 kg      | Nikolaus Winkler | 317 kg | Eno Andersen     | 317 kg | Arthur Götz    | 294 kg |
| + 80 kg    | Heinrich Rondi   | 433 kg | Gustav van Haven | 400 kg | Theodor Krampe | 364 kg |

## Klasyfikacja medalowa
| Miejsce | Reprezentacja        | Złoto | Srebro | Brąz | Razem |
| 1.      | Cesarstwo Niemieckie | 2     | 0      | 2    | 4     |
| 2.      | Szwecja              | 0     | 1      | 0    | 1     |
| 2.      | Dania                | 0     | 1      | 0    | 1     |